# Ariadné

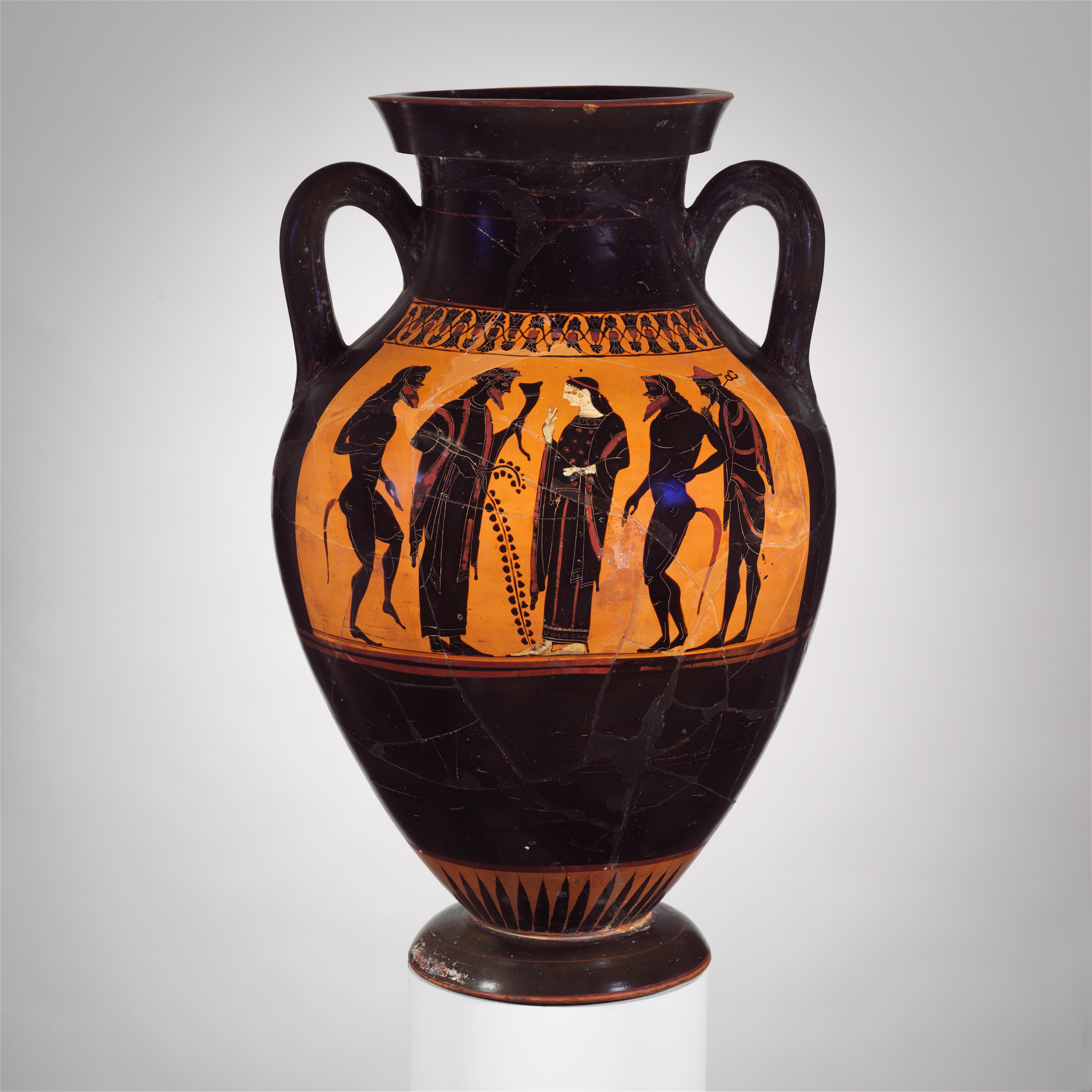
Dionüszosz és Ariadné szatírok között jobbra Hermész

Ariadné (görögül: Αριάδνη) krétai királylány a görög mitológiában, Minósz és Pasziphaé leánya.

## Története
Beleszeretett a Krétába érkező Thészeuszba, és tanácsot kért a nagy tudású Daidalosztól, miképpen segíthetné választottját a félig bika, félig ember Minótaurosz ellenében. Ariadné tündöklő koszorút, a történet későbbi változataiban aranyfonal-gombolyagot adott Thészeusznak, aki a szörny legyőzése után a fonal segítségével kitalált a labirintusból. A győzelem után Thészeusz magával vitte Ariadnét. Útközben kikötöttek Délosz, majd Náxosz szigetén, ahol Ariadné eltévedt, más változatok szerint Thészeusz hagyta ott Pallasz Athéné vagy Hermész tanácsára. Megint más változatokban Dionüszosz megjelent Thészeusz előtt és házassággal biztatva rávette, hogy maradjon a szigeten. Ismert a történetnek olyan változata is, ahol Thészeusz partra tette az állapotos, rosszulléttel küszködő Ariadnét. Náxoszon Dionüszosz rátalált Ariadnéra, feleségül vette és több gyermekük született: Oinopión, Sztaphülosz, Euanthész, Peparethosz és Thoasz. Ariadné további sorsáról szintén több változat ismert: az egyik szerint Ariadnét Oinarosz, Dionüszosz papja vette feleségül, más elbeszélésben az elhagyott lány felakasztotta magát, vagy belehalt a szülésbe.
Euripidész hatására Ariadnét már az ókorban elhagyott szerelmes lányként ábrázolták. Pompeiiben fennmaradt egy falfestmény az alvó Ariadné mellől elszökő Thészeuszról, de ismert több ókori műalkotás (érem, szobor és vázakép), amelyek a felébredt és tanácstalan Ariadnét ábrázolják. Az ókori irodalomban Ovidius „Hősnők levelei” című ciklusában és Catullus egyik költeményében a szerelmes Ariadné vádolja Thészeuszt. Az operairodalomban Ariadné története egyike a leggyakrabban megzenésítetteknek: Claudio Monteverdi (1608) után Robert Cambert (1674), Johann Sigismund Kusser (1692), Nicola Porpora (1714 és 1733), Reinhard Keiser (1727), Benedetto Marcello (1727), Georg Friedrich Händel (1734), Leonardo Leo (1735), Baldassare Galuppi (1763), Georg Anton Benda (1775), Ignaz Holzbauer (1780), Joseph Haydn (1790), Vincenzo Righini (1795), Jules Massenet (1906), Richard Strauss (1916), és Darius Milhaud (1929) dolgozták fel.